# Michael Ealy
Michael Ealy, all'anagrafe Michael Brown (Silver Spring, 3 agosto 1973), è un attore statunitense.

## Biografia
Nato nel Maryland, studia presso la Springbrook High School. Sua madre, afroamericana, lavorava per l'IBM, mentre suo padre, latinoamericano, possedeva un negozio di alimentari. Successivamente si iscrive all'University of Maryland, College Park, dove si laurea nel 1996 in letteratura inglese. Inizia la sua gavetta tra produzioni teatrali off-Broadway e produzioni televisive.

## Carriera
Il suo debutto cinematografico risale al 2001, quando ottiene un piccolo ruolo nella commedia indipendente Kissing Jessica Stein, l'anno seguente recita in Bad Company - Protocollo Praga di Joel Schumacher. Recita poi nella commedia La bottega del barbiere e al suo sequel del 2004 La bottega del barbiere 2.
Dopo aver partecipato a due episodi di E.R. - Medici in prima linea, ottiene un ruolo di rilievo nel film d'azione 2 Fast 2 Furious e recita al fianco di DMX in Never Die Alone. Nel 2005 lavora in un film televisivo con Halle Berry, con la quale instaura anche una breve relazione. Tra il 2005 e il 2006 recita nella serie televisiva Sleeper Cell, venendo nominato al Golden Globe. Appare anche in alcuni videoclip, come Get Your Number di Mariah Carey, Halo di Beyoncé e Tonight di John Legend e Ludacris.

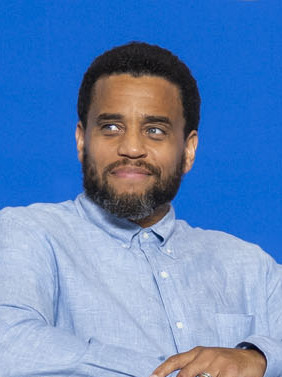
Michael Ealy nel 2024

Nel 2008 ottiene due importanti opportunità di lavoro, recita in Miracolo a Sant'Anna di Spike Lee e viene diretto da Gabriele Muccino in Sette anime al fianco di Will Smith.
Nel 2010 fa parte del cast della serie televisiva FlashForward, nel ruolo di Marshall Vogel.
Nel 2015 prende parte all'ultima stagione della serie televisiva The Following, come membro del cast principale, interpretando la parte del killer Theo Noble, mentre nel 2016 diventa uno dei protagonisti della serie antologica Secrets and Lies recitando il ruolo di Eric Warner.

## Vita privata
Nell'ottobre 2012 sposa, dopo 4 anni di relazione, la fidanzata Kathira Rafiqzada a Los Angeles. La coppia ha un figlio nato nel 2014 e una figlia.

## Filmografia

### Cinema
- Kissing Jessica Stein, regia di Charles Herman-Wurmfeld (2001)
- Bad Company - Protocollo Praga (Bad Company), regia di Joel Schumacher (2002)
- La bottega del barbiere (Barbershop), regia di Tim Story (2002)
- Justice, regia di Evan Oppenheimer (2003)
- 2 Fast 2 Furious, regia di John Singleton (2003)
- November, regia di Greg Harrison (2004)
- Never Die Alone, regia di Ernest R. Dickerson (2004)
- La bottega del barbiere 2 (Barbershop 2: Back in Business), regia di Kevin Rodney Sullivan (2004)
- Jellysmoke, regia di Mark Banning (2005)
- Sette anime (Seven Pounds), regia di Gabriele Muccino (2008)
- Miracolo a Sant'Anna (Miracle at St. Anna), regia di Spike Lee (2008)
- Takers, regia di John Luessenhop (2010)
- For Colored Girls, regia di Tyler Perry (2010)
- Margaret, regia di Kenneth Lonergan (2011)
- Underworld - Il risveglio (Underworld: Awakening), regia di Måns Mårlind e Björn Stein (2012)
- Think Like a Man, regia di Tim Story (2012)
- Unconditional, regia di Brent McCorkle (2012)
- Last Vegas, regia di Jon Turteltaub (2013)
- About Last Night, regia di Steve Pink (2014)
- La guerra dei sessi - Think Like a Man Too (Think Like a Man Too), regia di Tim Story (2014)
- The Perfect Guy, regia di David M. Rosenthal (2015)
- L'intruso (The Intruder), regia di Deon Taylor (2019)
- Jacob's Ladder, regia di David M. Rosenthal (2019)
- Fatale - Doppio inganno (Fatale), regia di Deon Taylor (2020)

### Televisione
- E.R. - Medici in prima linea (ER) – serie TV, 2 episodi (2002-2003)
- Con gli occhi rivolti al cielo (Their Eyes Were Watching God), regia di Darnell Martin – film TV (2005)
- Sleeper Cell – serie TV, 18 episodi (2005-2006)
- Hawthorne - Angeli in corsia (Hawthorne) – serie TV, episodio 1x05 (2009)
- FlashForward – serie TV, 10 episodi (2009-2010)
- The Good Wife – serie TV, 12 episodi (2010-2011)
- Californication – serie TV, 5 episodi (2011)
- Common Law – serie TV, 12 episodi (2012)
- Almost Human – serie TV, 14 episodi (2013-2014)
- The Following – serie TV, 10 episodi (2015)
- Barbarians - Roma sotto attacco (Barbarians Rising) – documentario TV, 4 puntate (2016)
- Secrets and Lies – serie TV, 10 episodi (2016)
- Being Mary Jane – serie TV, 8 episodi (2017)
- Stumptown – serie TV, 18 episodi (2019-2020)
- Westworld - Dove tutto è concesso (Westworld) – serie TV, 2 episodi (2020)
- La donna nella casa di fronte alla ragazza dalla finestra (The Woman in the House Across the Street from the Girl in the Window) – miniserie TV (2022)
- Reasonable Doubt – serie TV (2022)
- Afterparty (The Afterparty) – serie TV, 1 episodio (2023)

### Videoclip
- Get Your Number di Mariah Carey (2005)
- Halo di Beyoncé (2009)
- Tonight (Best You Ever Had) di John Legend feat. Ludacris (2012)

## Doppiatori italiani
Nelle versioni in italiano dei suoi lavori, Michael Ealy è stato doppiato da:
- Andrea Lavagnino in Almost Human, Underworld - Il risveglio, Sleeper Cell, The Good Wife, L'intruso
- Riccardo Rossi in Sette anime, Think Like a Man, The Perfect Guy
- Massimiliano Manfredi in La bottega del barbiere, La bottega del barbiere 2
- Gianfranco Miranda in Last Vegas, Secrets and Lies
- Stefano Crescentini in About Last Night
- Roberto Gammino in Miracolo a Sant'Anna
- Edoardo Stoppacciaro in Takers
- Andrea Mete in The Following
- Fabrizio Vidale in FlashForward
- Simone Mori in 2 Fast 2 Furious
- Simone D'Andrea in Stumptown
- Gabriele Vender in Westworld - Dove tutto è concesso
- Massimo Bitossi ne La donna nella casa di fronte alla ragazza dalla finestra